# Чорні Лицарі
Чорні Лицарі (або Чорні Коні, див. нижче), англ. Black Knights — офіційна пілотажна група ВПС Республіки Сінгапур. Станом на 2015 рік виступала на F-16C/D Block 25 у складі шість літаків або два (тільки солісти).
Команда не є постійною, вона формується з нагоди тих чи інших авіашоу з літаків та пілотів, набраних з різних ескадрилій, а після завершення події команду знову розпускають. Для виступу літаки фарбують у червоно-білі кольори команди і встановлюють димогенератори, по завершенні заходу літаки знову перефарбовують у стандартний сірий камуфляж, а персонал повертається до своїх підрозділів.
Створена у 1973 році (через п'ять років після заснування ВПС Сінгапуру) на основі 140-ї ескадрильї. Команда складалася з чотирьох Hawker Hunter FGA 74 і спочатку мала назву Osprey Red (Червона Скопа), від позивного емблемою авіабази Тенга, на якій була дислокована ескадрилья. У 1974 році перейменована на Black Knights. Насправді цю назву отримано на честь шахової фігури «кінь» (англ. knight, що можна перекласти і як «лицар») — її висока маневреність має символізувати стиль польотів команди. Чорний шаховий кінь також є емблемою авіабази Тенга.
Перед публікою команда дебютувала 7 червня 1976 року на аеродромі Чангі.
У 1981 році було створено окрему від Чорних Лицарів команду під назвою Літаючі Тигри (англ. Flying Tigers), що складалася з п'яти реактивних винищувачів F-5E Tiger II. Спочатку ця команда виступала разом з Чорними Лицарями під час їхнього останнього польоту на Hawker Hunter, а після розформування цього складу Чорних Лицарів назву команди було передано Літаючим Тиграм.
У 1990 році команда перейшла на шість A-4SU Super Skyhawk і отримала власну кольорову схему — червоно-біло-чорну, з намальованим шаховим конем.
У 1999 році передбачалася повна заміна на F-16A, але спочатку їх було доставлено тільки два. Було дещо змінено кольорову схему: чорний колір замінили на білий. Команда з двох F-16 і чотирьох A-4 Skyhawk виступила в лютому 2000 року під час Asian Aerospace на авіабазі Чангі. Таким чином, «Чорні Лицарі» стали першою пілотажною командою, що використовувала два різні типи літаків в одному строю. Також на цьому виступі «Чорні Лицарі» вперше використовували кольоровий дим (димогенератори з червоним димом були встановлені на F-16).
9 серпня того ж року команда виступила на чотирьох A-4 під час параду до Національного дня, що стало останнім виступом на цих літаках перед тим, як вони були виведені з використання у 2005 році.
Восени 2007 року команда повністю перейшла на F-16C. Перший великий виступ після майже восьмирічної перерви відбувся у новому складі 19 лютого 2008 року на Singapore Airshow. 24 квітня того ж року команда виступила у Таїланді на Бангкокському авіасалоні в аеропорту Донмианг на честь 25-ї річниці спільних навчань ВПС Сінгапуру і Таїланду, які почалися у 1983 році.
У лютому 2014 року складом 6 машин команда виступала на Singapore Airshow, представивши нову кольорову схему, що включає півмісяць та п'ять зірок.
7-9 серпня 2015 року Чорні Лицарі виступили на парадах, що проводилися на честь 50-ї річниці Сінгапуру і Національного дня, який включав урочистий проліт на честь першого прем'єр-міністра Сінгапуру Лі Куан Ю, що помер у березні того року. Також у складі з двох літаків (солісти № 5 і № 6) команда виступила за кордоном на (Avalon Airshow 2015 в Австралії (також брав участь літак № 1 на статичній експозиції) та LIMAв Малайзії.
З 2015 року команда не виступає. Коли й в якому вигляді вона буде відновлена, станом на 2024 рік невідомо, оскільки значна частина бюджету сінгапурських ВПС тепер виділяється на F-35.

## Інциденти
19 грудня 1979 року під час тренувального польоту на Філіппінах три літаки A-4 Skyhawk врізалися у вкриту хмарами гору в провінції Кесон, внаслідок чого загинуло четверо пілотів: капітан Ф. Прабхакаран, капітан Лі Чонг Фу, лейтенант Лум Чоу Нін і лейтенант Чуа Пой Пек. Їхні останки так і не були виявлені. Ще один пілот, Цу Вей Мін, не потрапив у цю катастрофу завдяки технічним проблемам з його літаком. Рівно через 18 років, 19 грудня 1987 року, розбився, керуючи пасажирським літаком рейсу 185 SilkAir в Палембангу, Індонезія.

## Галерея

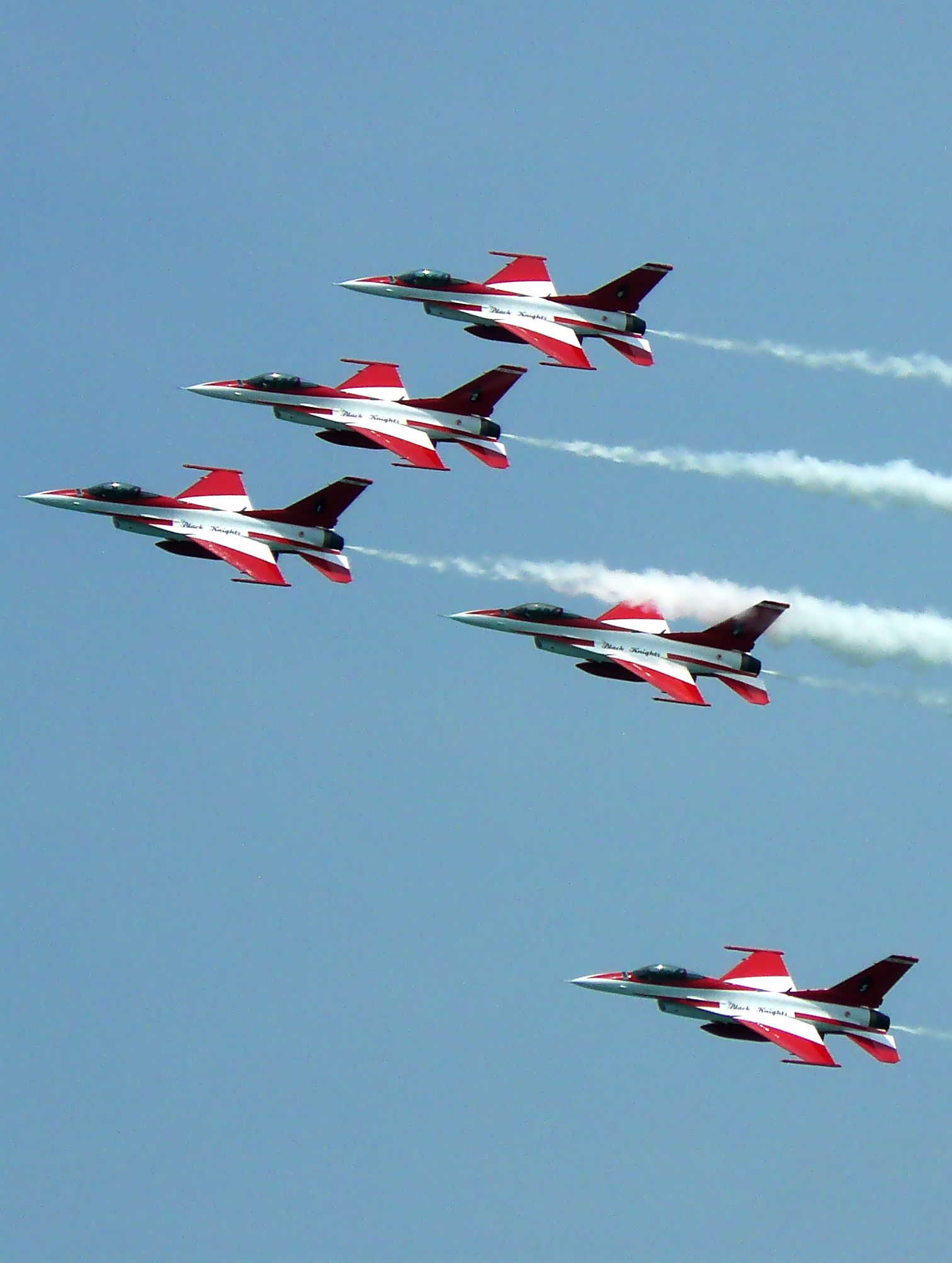
Команда у старих кольорах. Singapore Airshow 2008
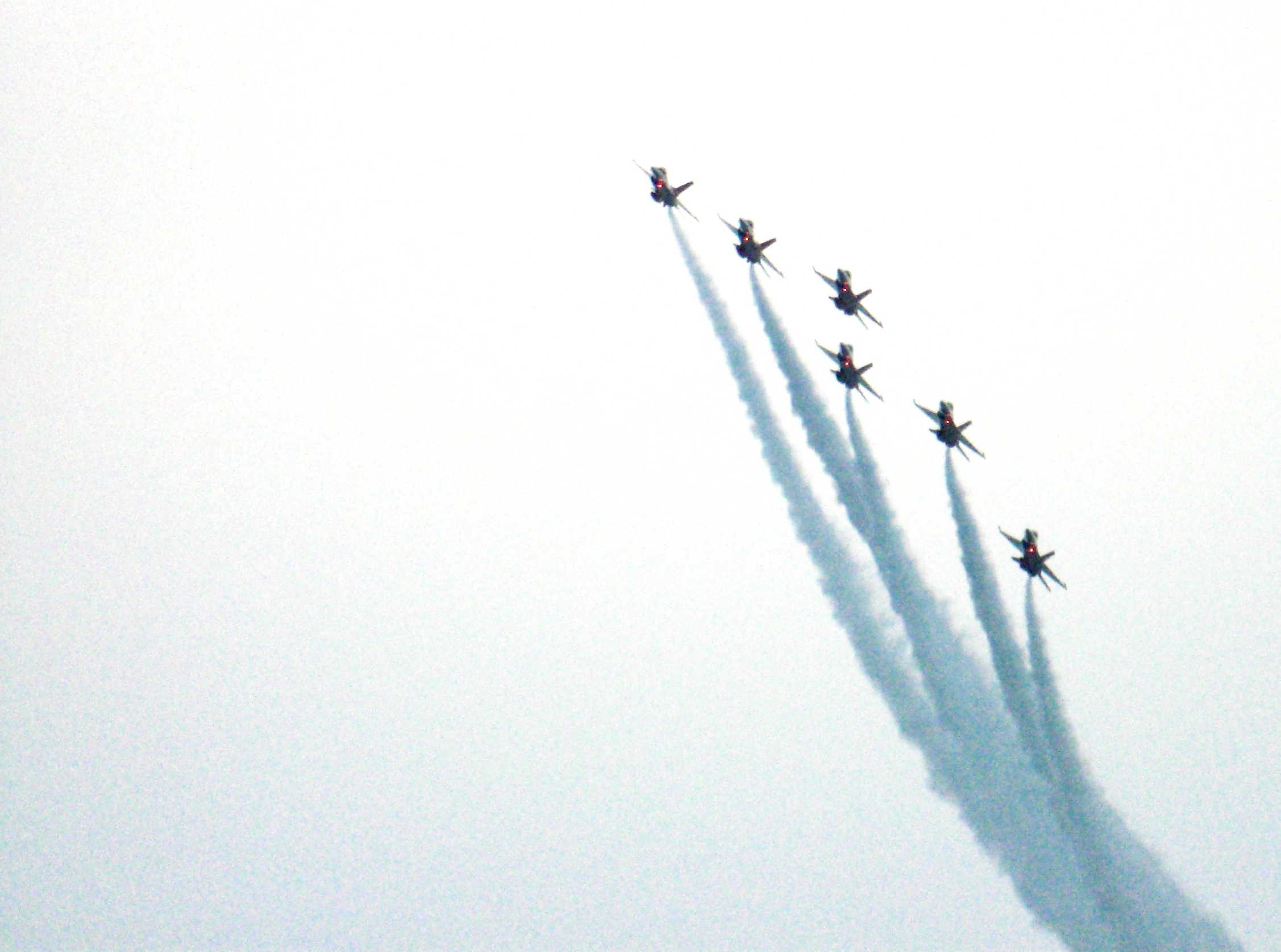
Парад з нагоди Національного дня Сінгапуру, 2008
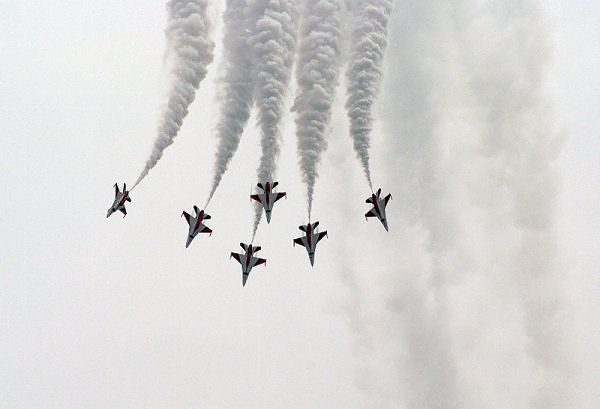
2008
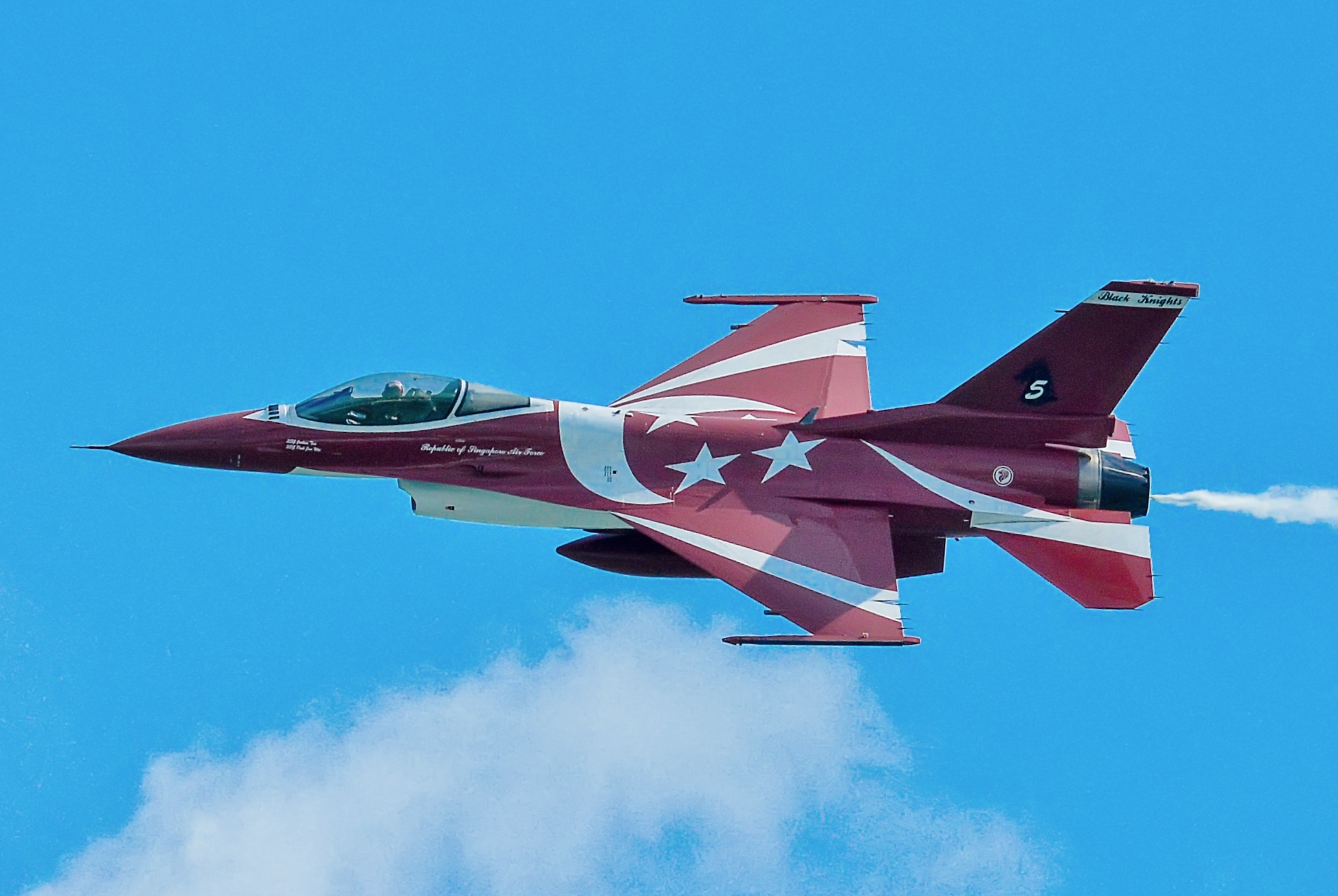
Один з F-16 команди, 2013
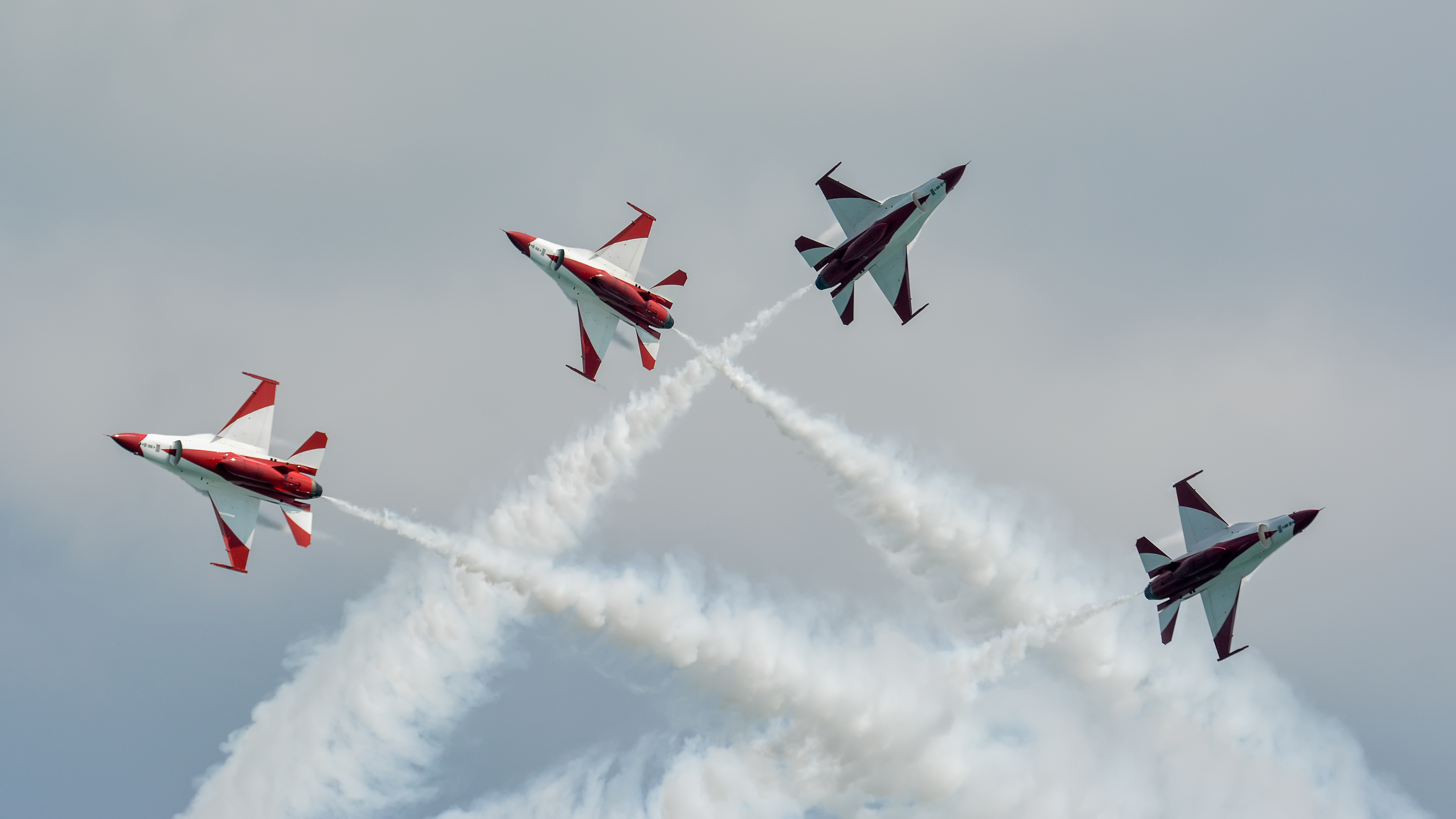
Singapore Airshow 2013
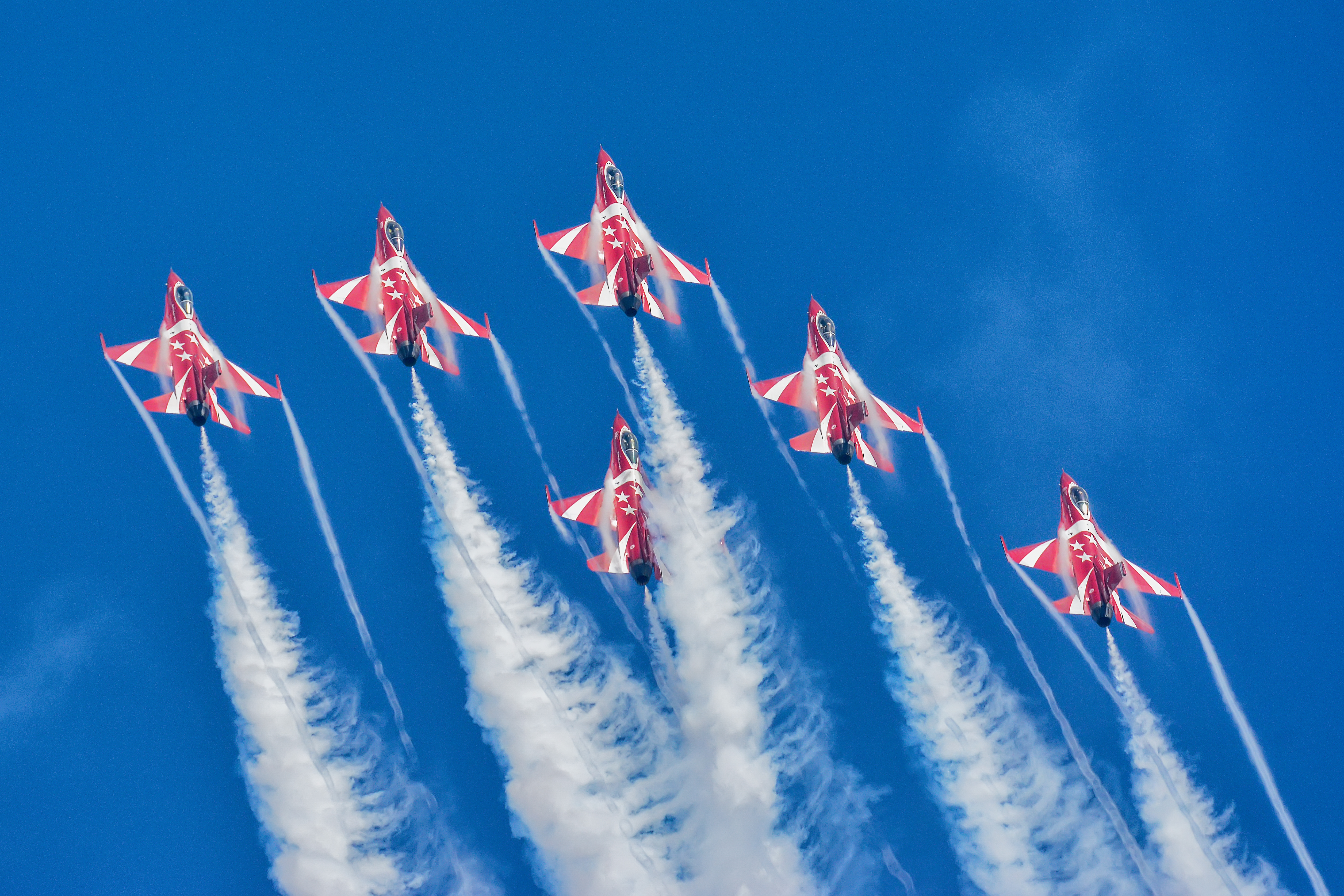
Singapore Airshow 2014
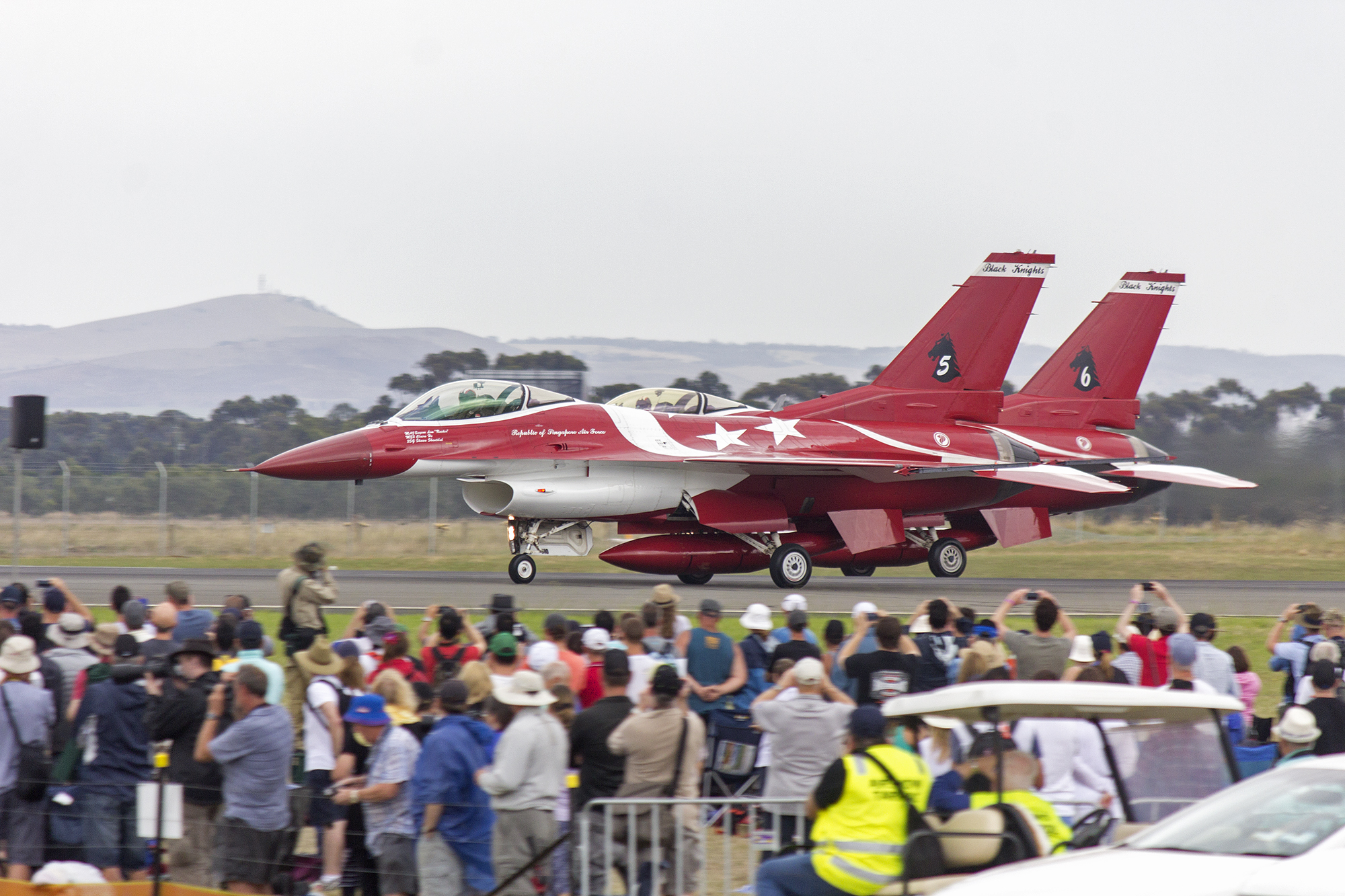
Солісти злітають на Australian International Airshow 2015